# Jikkyo J-League: Perfect Striker
Jikkyo J-League: Perfect Striker és un videojoc per a Nintendo 64. Sortí a la venda el 20 de desembre del 1996 i és el tercer de la saga de videojocs International Superstar Soccer.